# Myrmecoclytus pauliani
Myrmecoclytus pauliani är en skalbaggsart som beskrevs av Stefan von Breuning 1957. Myrmecoclytus pauliani ingår i släktet Myrmecoclytus och familjen långhorningar. Inga underarter finns listade i Catalogue of Life.